# Shang Chunsong
Shang Chunsong (en chino: 商春松; Zhangjiajie, 18 de marzo de 1996) es una deportista china que ha competido en gimnasia artística y parkour.
Participó en los Juegos Olímpicos de Río de Janeiro 2016, obteniendo una medalla de bronce en la prueba de equipo (junto con Fan Yilin, Mao Yi, Tan Jiaxin y Wang Yan).
Ganó dos medallas de plata en el Campeonato Mundial de Gimnasia Artística, en los años 2014 y 2015, en la prueba de equipo.
Además, obtuvo una medalla de oro en el Campeonato Mundial de Parkour de 2024 y una medalla de oro en los Juegos Mundiales de 2025.

## Palmarés internacional
| Juegos Olímpicos   | Juegos Olímpicos        | Juegos Olímpicos  | Juegos Olímpicos     |
| Año                | Lugar                   | Medalla           | Prueba               |
| ------------------ | ----------------------- | ----------------- | -------------------- |
| 2016               | Río de Janeiro (Brasil) | Medalla de bronce | Concurso por equipos |
| Campeonato Mundial |                         |                   |                      |
| Año                | Lugar                   | Medalla           | Prueba               |
| 2014               | Nanning (China)         | Medalla de plata  | Concurso por equipos |
| 2015               | Glasgow (Reino Unido)   | Medalla de plata  | Concurso por equipos |

| Campeonato Mundial | Campeonato Mundial | Campeonato Mundial | Campeonato Mundial |
| Año                | Lugar              | Medalla            | Prueba             |
| ------------------ | ------------------ | ------------------ | ------------------ |
| 2024               | Kitakyushu (Japón) | Medalla de oro     | Estilo libre       |